# Шиизм в Дагестане
Шиизм в Дагестане распространен на территории Южного Дагестана среди азербайджанцев, татов, а также в одном лезгинском селе и связан с политической и культурной экспансией Сефевидской державы на Северный Кавказ в XV—XVII веках.
На сегодняшний день, Дагестан является единственным местом компактного проживания шиитов в России, ядро его составляет крупная, древняя, очень устойчивая община Дербента и его окрестных сел, лезгинское селение Мискинджа Докузпаринского района и относительно небольшие общины в городах Махачкала, Буйнакск и Кизляр. Таким образом, число шиитского населения Дагестана составляет 5 % от общего числа мусульман республики.

## История и первые шииты в Дагестане
Распространение ислама среди народов Дагестана происходило и происходит сейчас разновременно. В XIV—XVI вв. мусульманами стали андо-цезские народы и чеченцы-аккинцы. Все они исповедовали ислам суннитского направления шафиитского мазхаба. На первых четырех этапах ислам столкнулся с широко распространенным здесь с IV в. христианством. Иранские шахи для закрепления своей власти в XV—XVII вв. в Дербент начали насильственно переселять азербайджанские племена, исповедовавшие шиизм. В средневековом Дагестане возникли несколько центров мусульманского богословия, арабоязычной культуры и науки — Дербент, Ахты, Цахур, Кумух, Акуша, Согратль, Хунзах, Эндери, Яраг, Башлы. С начала культурной и религиозной экспансии Ирана в Дагестан возникает антииранское и антишиитское движение. Один из важных этапов радикализации ислама — это антииранское движение дагестанцев в начале XVIII в., которое возглавил Хаджи-Давуд-бек из лезгинского селения Дедели Мюшкурского уезда (современный Северный Азербайджан), преподаватель местного медресе. Он призывал дагестанцев бороться против сефевидов-шиитов, участвовать в антииранском выступлении.
К реализации своего стратегического плана по завоеванию Кавказа и шиитизации суннитского населения Ширвана и Дагестана Исмаил I приступил в 1500 г. Его армия, известная как «кызылбаши», вторглась в Ширван и разгромила 20-тысячное войско ширваншаха Фарруха Йасара. Города Шемаха, Баку, Шеки, Шабран, Дербент были захвачены и разграблены, а суннитское население беспощадно принуждалось к принятию шиизма.
А. Тамай писал: «Ставя своей целью религиозно-культурную ассимиляцию и духовное закабаление коренных жителей, Сефевиды с самого начала их захватнической войны проводили политику шиитизации страны. Обряды в суннитских мечетях заменялись шиитскими с применением подчас вооруженной силы, такими средствами шиизм пробивал себе путь в далекие суровые суннитские ущелья, в важные стратегические пункты. Особенно больших успехов он добился в богатых городах Шемахе, Дербенте, Баку. Этим объясняется, почему многие районы и города Ширвана, и в частности Дагестана, исповедуют в наши шиитский толк ислама. Свидетельством кызылбашской тирании и террора служит далекий лезгинский аул у седой горы Шалбуздага Мискинджи, который в окружении суннитских гор и ущелий едва ли принял шиитскую веру сефевидского Ирана по доброй воле. Политика шиитизации должна была в то же время служить для захватчиков средством усиления антагонизма между пришлым и коренным населением».

## Шиизм в современном Дагестане
После распада Советского Союза шиизм практически лишился в России автохтонного статуса вместе с выходом из ее состава Азербайджана. Россия в своих новых границах уже практически не имеет автохтонного
шиитского населения, хотя азербайджанцы признаны одним из коренных народов Республики Дагестан, на территории которой они проживают по меньшей мере с XVI в. Следует отметить, что азербайджанское население зачастую воспринимается другими коренными народами Дагестана как пришлое и ассоциируется с Ираном (что проявляется даже в их именовании «къаджар» по имени династии иранских шахиншахов). Несмотря на утрату автохтонности, благодаря постоянной иммиграции из Азербайджана шиитское население стремительно растет, увеличивая свою долю в общем количестве мусульман России, в том числе и на территории Дагестана.